# 村島里佳
村島 里佳（むらしま りか、1984年11月5日 - ）は、元大分朝日放送 (OAB) のアナウンサー。

## 来歴
鹿児島県鹿児島市出身。鹿児島高等学校、西南学院大学卒業。大学在学時には福岡アナウンススクールに通っていた。
大学を卒業後、2007年4月に大分朝日放送に入社。同期に元同局アナウンサーの児玉泰一郎がいる。
入社から11年間アナウンス業務に携わっていたが、『れじゃぐる』2018年3月31日放送分に出演したのを最後に業務から離れる。

## 担当番組
- れじゃぐる2
- OABニュース
- スーパーJチャンネルおおいた - キャスター
- れじゃぐる
- 5スタ